# إيفار سفينسون
إيفار سفينسون (بالسويدية: Ivar Svensson)‏ (7 نوفمبر 1893 بنورشوبينغ في السويد - 18 يونيو 1934 في السويد) هو لاعب كرة قدم سويدي في مركز الهجوم، شارك في الألعاب الأولمبية الصيفية 1912. وشارك مع منتخب السويد لكرة القدم. أما مع النوادي، فقد لعب مع أيك سولنا ونادي نوركوبنغ.

## وصلات خارجية
- إيفار سفينسون على موقع قاعدة بيانات كرة القدم.إي يو (الإنجليزية)
- إيفار سفينسون على موقع قاعدة بيانات كرة القدم.إي يو (الإنجليزية)
- إيفار سفينسون على موقع ناشيونال فوتبول تيمز (الإنجليزية)
- إيفار سفينسون على موقع عالم كرة القدم.نت (الإنجليزية)
- إيفار سفينسون على موقع أوليمبيديا (الإنجليزية)
- إيفار سفينسون على موقع اللجنة الأولمبية السويدية (السويدية)